# Bujurquina moriorum
Bujurquina moriorum är en fiskart som beskrevs av Kullander, 1986. Bujurquina moriorum ingår i släktet Bujurquina och familjen Cichlidae. Inga underarter finns listade.